# 칠십이초
칠십이초는 2015년 2월에 설립된 대한민국의 웹콘텐츠 프로덕션으로서 자체적으로 콘텐츠의 기획, 각본, 편집, 촬영, 조명, 사운드, 음악, 디자인, 마케팅을 진행하고 있다. 

## 설립과정 및 대표작
공연기획사 인더비를 운영하던 성지환은 2014년 11월 인더비의 마지막 작품으로서 「72초」를 업로드했다. 이 작품을 보고난 후, CJ 엔터테인먼트와 네이버의 연락을 받고나서 게임사 4시 33분의 권준모 의장에게 투자금을 지원받고 2015년 2월에 회사 칠십이초를 설립했다. 사명은 인더비시절 마지막 작품이었던 72초로 정해졌다. 대표작으로는 「72초」,「두 여자」,「바나나 액츄얼리」등이 있다. 그 외로 광고영상을 제작하기도 하는데 삼성사의 갤럭시 노트5와 삼성 페이, 레벨U제품의 광고영상을 비롯하여 의류브랜드 TNGT등의 온라인 광고영상을 제작하였다.

## 작품특징
칠십이초의 핵심브랜드인 72초TV의 중요한 특징중 하나는 주인공 도루묵역을 맡고 있는 진경환이 연출부의 크리에이티브 디렉터를 동시에 맡고 있다는 사실이다. 또 칠십이초 콘텐츠의 한 가지 특기할 점은 72초TV의 많은 부분이 나레이션으로 진행되는데, 이 때 나레이션을 해당 배우(진경환 분)가 하지 않고 음향감독인 임태형이 맡고 있다는 사실이다.

## 작품분류
칠십이초의 콘텐츠는 크게 자체제작과 광고제작 두 가지로 구분할 수 있다.

### 자체작품
칠십이초의 자체제작작품은 72초와 두 여자, 바나나 액츄얼리, 오구실, 비기닝, 72초 데스크 등으로 구성되어 있다.

#### 72초 시즌0
72초 시즌0은 총 4개의 에피소드로 이루어져 있다.제작에 성지환, 연출에 김남조가 있으며 주연으로는 도루묵(진경환 분)이 등장한다.각 에피소드의 제목 및 특징은 다음과 같다.
- EP1: 나는 오늘 서른이 되었다.
- EP2: 나는 오늘 영어학원에 등록했다.
- EP3: 나는 흥분한다. 고로 존재한다.
- EP4: 내 친구는 여자에게 인기가 많다.

#### 72초 시즌1
72초 시즌1은 총 8개의 에피소드로 이루어져 있다.
- EP 1: 나는 혼자 사는 남자다. 러닝타임
- EP 2: 나는 오늘 엘레베이터에 탔다.
- EP 3: 나는 오늘 미용실에 갔다.
- EP 4: 나는 평범한 남자다.
- EP 5: 나는 "자니"라고 문자를 보냈다.
- EP 6: 나는 오늘 식당에 갔다.
- EP 7: 사진 좀 찍어주실래요?
- EP 8: 우리 무슨 사이야?

#### 72초 시즌2
72초 시즌2는 총 8개의 에피소드로 이루어져 있으며 주연으로는 도루묵(진경환 분)이 등장한다.
- EP 1: 그녀는 내 여자친구다.
- EP 2: 오빠, 여기서 뭐해?
- EP 3: 그녀의 생일이 다가온다.
- EP 4: 누군가 앞에 있는 엉덩이를 만졌다.
- EP 5: 전여친에게 문자가 왔다.
- EP 6: 엄마에게 전화가 왔다.
- EP 7: 나는 오늘 휴대폰을 주웠다.
- EP 8: 우리 둘만의 여행을 떠났다.

#### 72초 시즌3
72초 시즌3는 총 8개의 에피소드로 이루어져 있으며 주연으로는 도루묵(진경환 분)이 등장한다.
- EP 1: 그녀가 나에게 팔베개를 해달라고 한다.
- EP 2: 어떤 여자가 나에게 아는 척을 한다.
- EP 3: 이제 우리는 사랑을 한다.
- EP 4: 나는 화장실에 들어갔다.
- EP 5: 그녀가 나에게 잔소리를 한다.
- EP 6: 나는 오늘 마트에 갔다.
- EP 7: 나는 작가가 되기로 한다.
- EP 8: 혼자가 아닐 때도 있다.
- 특별편: 나는 옷을 한벌 샀다.(72초XTNGT)

#### 두 여자
두 여자는 '초압축 비쥬얼 드라마'를 모토로 각 에피소드 공간을 다르게 구현하고 시청자로 하여금 '개인 소장'하고 싶은 영상미를 완성시키는 것을 목표로 제작되었다. 총 8개의 에피소드로 이루어져 있으며 주연은 표예진, 최승윤이 맡았다.
- EP 1: 나한테 이게 어울린다고 생각해?
- EP 2: 얘 지금 우리한테 말걸거 같애.
- EP 3: 막상 오니까 왠지 모르게 주눅이 들어.
- EP 4: 오늘 이 언니 좀 무서운거 같애.
- EP 5: 얘 오늘 우리한테 할 말 많은거 같애.
- EP 6: 우리 지금 못 볼걸 본 거 같애.
- EP 7: 간단하게 해 먹을거 없을까?
- EP 8: 이 오빠 정체가 뭐야?

#### 바나나 액츄얼리
바나나 액츄얼리는 '초압축 순정 드라마'를 모토로 하고 있으며 옴니버스 식으로 구성된 섹슈얼한 코드가 있는 청춘연애물이다. 총 8개의 에피소드로 이루어져 있다. 등장인물은 제훈(안현진 역), 보영(서정희 역), 태현(안승환 역), 세경(하주은 역), 요한(지은성 역), 하나(박정윤 역)이다.
- EP 1: 우리 오늘 바나나 하는거야?
- EP 2: 바나나 하고나서 네가 좋아졌어.
- EP 3: 너와의 바나나가 꿈같애.
- EP 4: 글로 배우는 바나나.
- EP 5: 나 오늘 바나나할 준비가 안됐어.
- EP 6: 우리가 꿈꾸던 바나나.
- EP 7: 시들어버린 바나나.
- EP 8: 그들이 바나나 하기까지.

### 브랜드 콜라보레이션
칠십이초의 72초TV는 오리지널 IP(Intellectual Property)를 기반으로 타 브랜드들과의 브랜드콜라보레이션 영상을 제작하기도 한다.
- 72초TVX삼성 레벨U: 나는 오늘 드디어 협찬을 받았다.
- 72초TVX부산경찰 EP1: 누군가 앞에 있는 엉디를 만짔다.
- 72초TVX부산경찰 EP2: '잠복근무'불량식품 단속을 위해 모인 두 형사!
- 72초TVX부산경찰 EP3: 나무 그림 그리기
- 72초TVX삼성전자: 오구실 예고편
- 72초TVXTNGT: 나는 오늘 옷을 한 벌 샀다.
- 72초DESKXoksusu: 옥수수 성형?앞니 없는 세상에 산다면?
- 72초TVX쏘카: 72초 드라마 '바나나 액츄얼리'특별편 EP1
- 72초TVXGATSBY: 72초 직업탐구 시리즈 EP1.나는 간접광고 전문가다.
- 72초TVXGATSBY: 충격 폭로! 컨트롤 비트 그리고 마침내 밝혀진 페로몬 헤어잼의 비밀